# Маульбронн
Маульбронн (нім. Maulbronn) — місто в Німеччині, знаходиться в землі Баден-Вюртемберг. Підпорядковується адміністративному округу Карлсруе. Входить до складу району Енц.
Площа — 25,44 км2. Населення становить 6632 ос. (станом на 31 грудня 2020).
У місті розташований Маульброннський монастир, занесений до списку світової спадщини ЮНЕСКО.

## Галерея

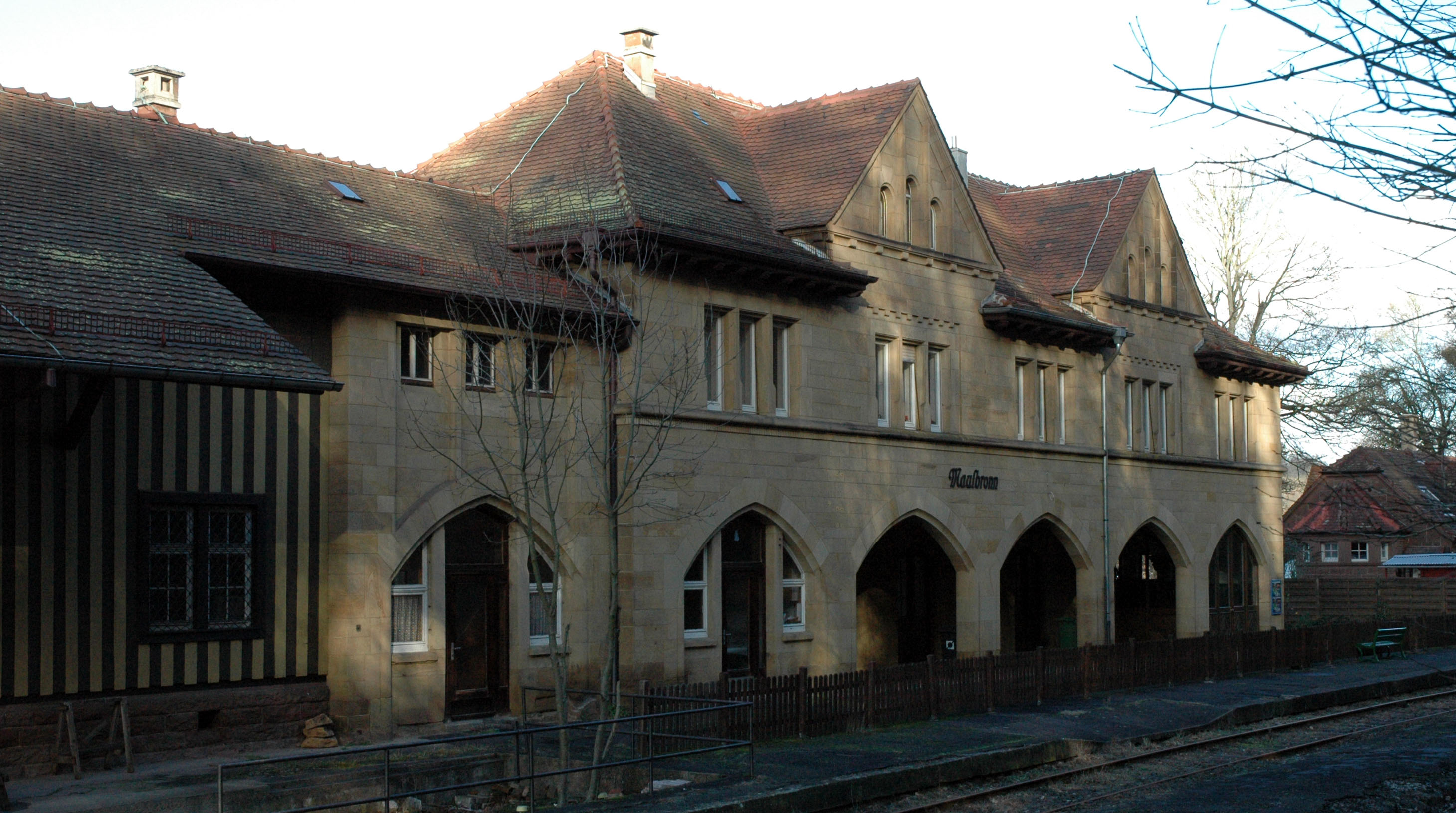
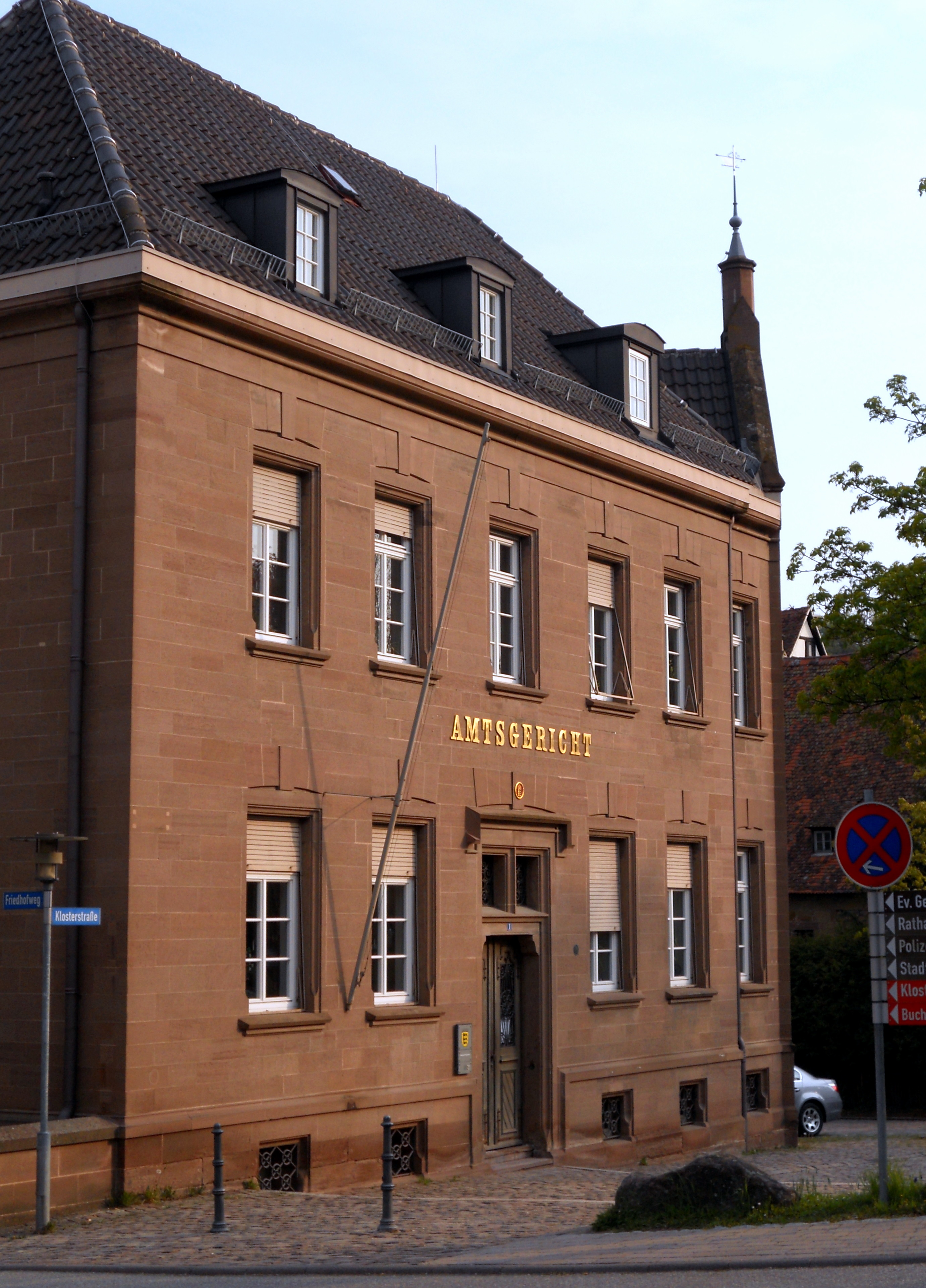
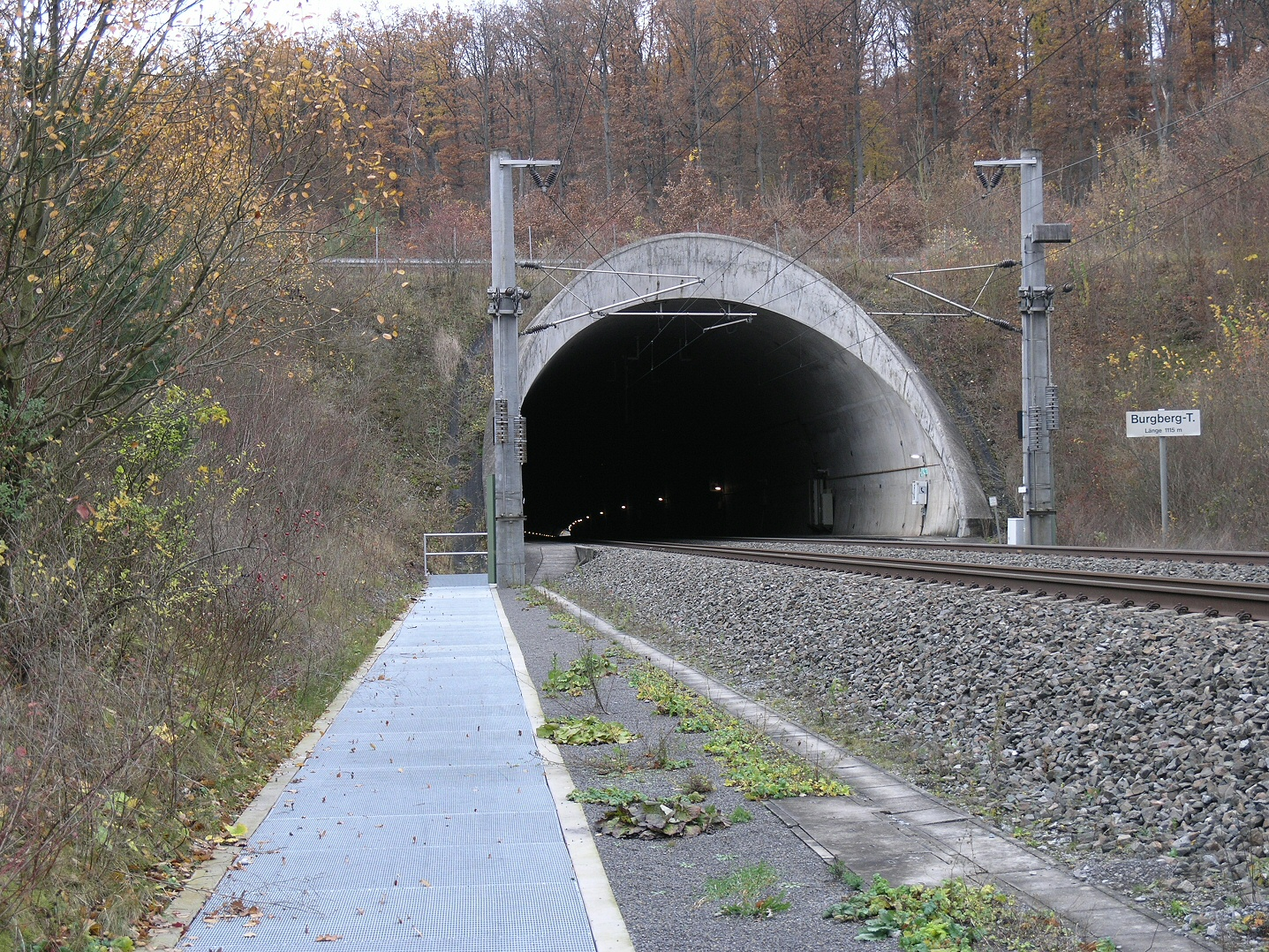
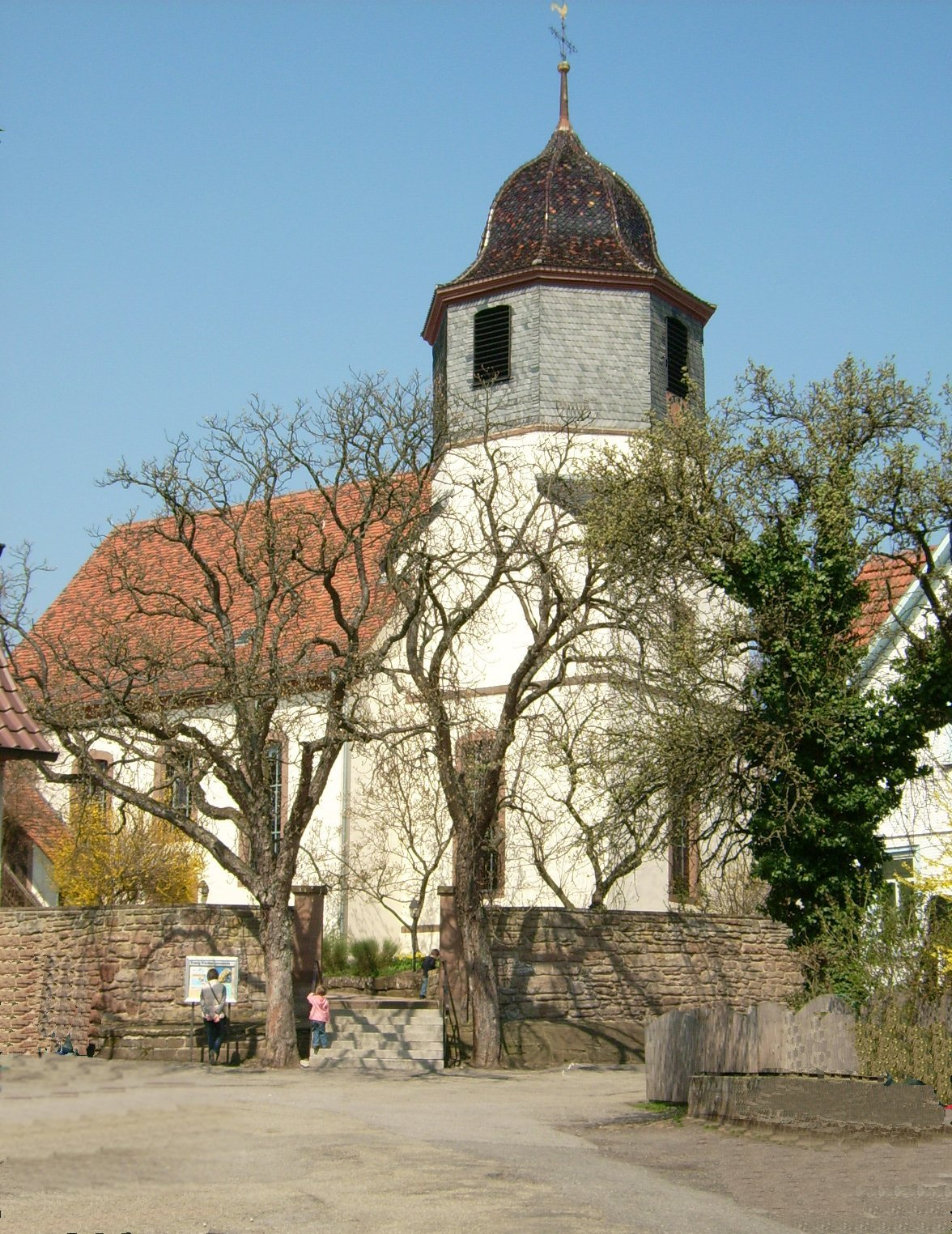